# 神田俊二
神田 俊二（かんだ しゅんじ、1900年10月25日 - 1940年代）は、日本の俳優、元実業家である。本名同じ。短期間ではあるが、日活太秦撮影所に所属していた二枚目俳優である。

## 来歴・人物

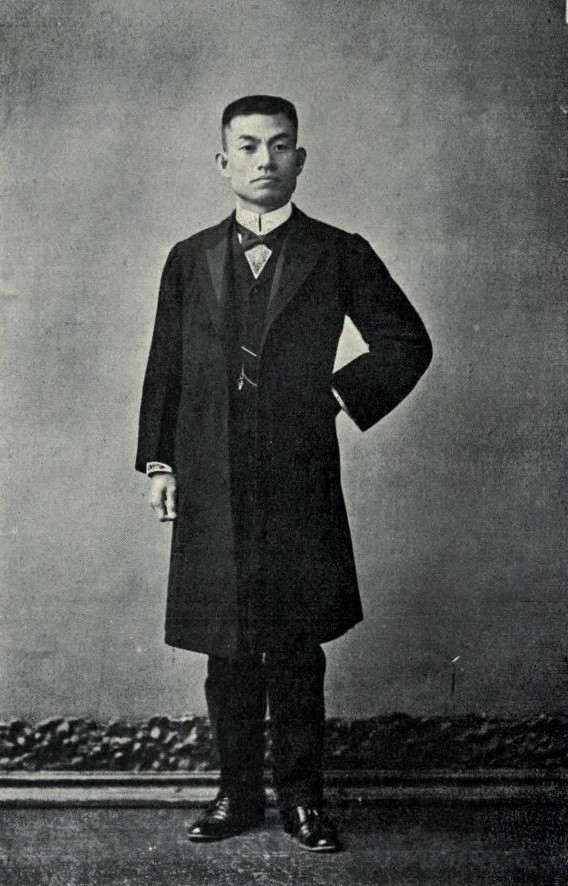
父親の神田鐳蔵

1900年（明治33年）10月25日、東京府東京市京橋区木挽町（現在の東京都中央区）に神田鐳蔵の庶子として生まれる。鐳蔵は紅葉屋商会、神田銀行（1927年倒産）を経営していた財界の大物であった。
暁星小学校を経て慶応義塾大学に入学するが、1923年（大正12年）に中退し、父が経営する紅葉屋商会の社員となる。1926年（大正15年）、特作映画社が製作した映画『我は海の子』（『吾は海の子』）で主演に抜擢されていたが、資金難で小笠原プロダクションに引き継がれ、主演も原田龍次（後の原田譲治、1904年 - 没年不詳）に変更された為、念願だった俳優になれずじまいであった。ところが、1929年（昭和4年）2月、紅葉屋商会専務の肩書きを捨てて「これまでの生活は虚偽だった」と告げ、日活太秦撮影所現代劇部に入社。同年、田坂具隆監督映画『饗宴』で夏川静江、佐久間妙子の相手役で映画デビュー。以後、溝口健二監督映画『東京行進曲』や木藤茂監督・入江たか子主演映画『風船玉』などに出演し、二枚目スターとして活躍する。その放蕩ぶりは入社以前から有名であり、神田は既に新橋の三羽烏の一人と云われた金叶家の愛香を父と張り合って獲得、正式結婚しており、日活では入社するに際し「芸事励まず候とも女優には一切手を出すまじく候、右契約仕候」という前代未聞の一札を取るほどであったという。結局契約は守られず、当時同所に所属していた女優の浜口富士子（1909年 - 1935年）と次第に恋仲になり同棲する。ところが、1931年（昭和6年）6月、昭和恐慌により廃業危機に陥った紅葉屋商会を立て直すため僅か2年で退社し、上京した。トーキー作品への出演は1作もなく、出演作品はすべてサイレント映画であった。
『日本映画俳優名鑑 昭和五年版』（映画世界社）など一部の資料によれば、京都府京都市上京区大将軍一条町（現在の同市北区同町）に住み、身長は5尺4寸（約163.6センチメートル）、体重は15貫（約56.3キログラム）、趣味は和洋音楽、観劇であり、西洋料理が嗜好である旨が記されている。
1932年（昭和7年）、前妻と離婚して同棲していた浜口と結婚し、1男をもうける。浜口は1934年（昭和9年）6月に復社したが、既に冒されていた結核に倒れて入院し、翌1935年（昭和10年）10月9日、満26歳という若さで死去した。一方、以後の神田の消息は不明とされていたが、日活太秦現代劇部のスタッフとして活動していた伊奈もと（伊奈モト）の著書『髪と女優』（日本週報社）によれば、浜口の死去と共に没落し、戦争末期に地方巡業の劇団に所属して北野劇場に出演していたが、栄養失調に倒れ、間もなく死去したと伝えられている。没年不詳。

## 出演作品

### 日活太秦撮影所
全て製作は「日活太秦撮影所」、配給は「日活」、全てサイレント映画である。
- 『饗宴』（『饗宴 第一篇』）：監督田坂具隆、1929年3月15日公開 ※デビュー作
- 『東京行進曲』：監督溝口健二、1929年5月31日公開 - ピアニスト山野
- 『風船玉』：監督木藤茂、1929年7月26日公開 - 赤阪（主演）
- 『浮名ざんげ』：監督三枝源次郎、1929年10月11日公開 - 大学生・三好光太郎（主演）
- 『一番目の女』：監督三枝源次郎、1929年11月1日公開 - 秋田恒夫（主演）
- 『火刑』：監督三枝源次郎、1930年1月23日公開 - 春田新三郎（主演）
- 『黒い結婚』：監督三枝源次郎、1930年3月21日公開 - 生田英次（主演）
- 『撃滅』：監督小笠原明峰、応援監督長倉祐孝、1930年4月15日公開 - 秋山中佐
- 『嘘から嘘』：監督木村次郎、1930年5月15日公開 - 山村文蔵（主演）
- 『女七変化』：監督三枝源次郎、1930年6月7日公開 - 信貴子爵の三男・為長（主演）
- 『女盗傳』（『女盗伝』）：監督三枝源次郎、1929年8月28日又は29日公開 - 高木
- 『一九三一年日活オンパレード』：監督阿部豊、1930年12月31日公開
- 『桐の木』：監督三枝源次郎、1931年4月8日公開 - 幸三（主演）
- 『太平洋横断』：監督三枝源次郎、1931年6月23日公開 - 弟・孝雄
- 『機関車』：監督三枝源次郎、1931年8月21日公開 - 機関手・吉田（主演）